# Ultragaz
A Ultragaz é uma empresa brasileira de distribuição de gás domiciliar. Teve sua origem na Empresa Brasileira de Gás a Domicílio, criada por Ernesto Igel, fundador do Grupo Ultra.
Maior distribuidora de GLP no Brasil, com 23% de participação de mercado, a Ultragaz fornece o gás a aproximadamente 10,5 milhões de domicílios no segmento envasado e a mais de 40 mil clientes no segmento granel.
Atualmente, a Ultragaz conta com mais de 5 600 revendas. Em 2021 registrou um volume de vendas de 1,7 milhão de toneladas de GLP.

## História
Até meados da década de 1930, não existia no Brasil o sistema, hoje tão comum, de venda de botijões de gás domiciliar, muito menos a entrega na casa do consumidor. O pioneirismo coube a Ernesto Igel, um austríaco de Viena que veio para o Brasil em 1920 e, em 1937, fundou a Empresa Brasileira de Gás a Domicílio.
A Empresa Brasileira de Gás a Domicílio começou pequena, com três caminhões de entrega e menos de 200 clientes. Mas a ideia rendeu frutos e, no início da década de 1960, já com o nome Ultragaz, o negócio criado por Ernesto Igel tinha 1 milhão de consumidores em sua carteira de clientes.
Em 1997, a Ultragaz introduziu o UltraSystem, sistema de entrega de GLP a granel.
Fruto do processo de expansão, a Ultragaz adquiriu em 2002 a operação de distribuição de GLP da Shell Gás no país, o que permitiu à empresa alcançar a liderança no mercado de GLP. A Ultragaz também introduziu sistemas de encomendas pela internet e por SMS e permitiu que, nos caminhões de entrega da marca, o consumidor pudesse pagar o gás com cartões de crédito e débito, além de fazer recarga de celulares.
Em outubro de 2011, por R$ 50 milhões, a Ultragaz adquiriu a distribuição de GLP da Repsol no Brasil e incorporou um volume de vendas anuais de 22 mil toneladas, o correspondente a 1% no mercado brasileiro.
Em 17 de novembro de 2016, a Petrobras fechou a venda da Liquigás para a Ultragaz por 2,8 bilhões de reais. Em 28 de fevereiro de 2018, o CADE reprovou a compra.

## Distribuição
A distribuição de GLP envasado da Ultragaz, utilizado principalmente em residências, inclui vendas a domicílio e por meio de lojas de varejo de propriedade da própria empresa e também terceirizadas.
A distribuição de GLP a granel, utilizado no setor comercial, em pequenas indústrias e em condomínios, é realizada com tanques de aproximadamente 190 kg instalados nos estabelecimentos dos clientes.

## Prêmios
- Prêmio Paranaense de Qualidade em Gestão.[11]

- Marketing Best 2007 - Inovação Logística e Empresarial.[12]